# Hans-Joachim Werner (Chemiker)
 Hans-Joachim Werner (* 16. April 1950 in Hamburg) ist ein deutscher Chemiker (Theoretische Chemie, Quantenchemie) und war von 1994 bis 2018 Leiter des Instituts für Theoretische Chemie an der Universität Stuttgart.

## Leben
Werner studierte Chemie an der Johannes Gutenberg-Universität Mainz (Diplom 1975 bei Wilfried Meyer) und promovierte 1977 an der Universität Göttingen und dem Max-Planck-Institut für biophysikalische Chemie in Göttingen bei Albert Weller. 1982 habilitierte er sich an der Goethe-Universität Frankfurt am Main, wo er seit 1977 war. 1982/83 war er an der Universität Kaiserslautern, 1983/84 Gastwissenschaftler am Los Alamos National Laboratory und 1984/85 Churchill-Fellow des Fonds der Chemischen Industrie am Churchill College in Cambridge. 1985 bis 1987 war er Heisenberg-Stipendiat der Deutschen Forschungsgemeinschaft. 1987 wurde er Professor für theoretische Chemie an der Universität Bielefeld (1992/93 Dekan der Fakultät für Chemie) und 1994 an der Universität Stuttgart. Dort war er von 2006 bis 2012 Dekan der Fakultät Chemie und von 2012 bis 2015 Prorektor für Forschung und wissenschaftlichen Nachwuchs.
1990 war er Gastprofessor an der Universität Bologna und 2003 und 2005 an der Universität Marne-La-Vallée.
Er befasst sich mit Methoden der Quantenchemie und entwickelte mit Peter Knowles (Universität Cardiff) das verbreitete Programmpaket MOLPRO für ab-initio-Rechnungen in der Quantenchemie. Die Ursprünge lagen schon in gemeinsamen Arbeiten mit seinem Lehrer in Mainz, Wilfried Meyer. Werner forscht über lokale Behandlung von Elektronenkorrelation, explizite Korrelationsmethoden, Coupled Cluster Methoden, Multireferenz-Methoden, intermolekulare Wechselwirkungen und elementare Reaktionen.
1999 erhielt er die Jost-Medaille der Akademie der Wissenschaften in Göttingen und 1996 den Max-Planck-Forschungspreis für internationale Zusammenarbeit. 2000 erhielt er den Leibniz-Preis, 2007 den Gay-Lussac-Humboldt-Preis und 2018 den Erich-Hückel-Preis. Er war über zehn Jahre im Vorstand der Arbeitsgemeinschaft Theoretische Chemie und war im ständigen Ausschuss der Bunsen-Gesellschaft. Er ist Mitglied der International Academy of Quantum Molecular Science und seit 2002 korrespondierendes Mitglied der Akademie der Wissenschaften zu Göttingen. 2012 erhielt er einen Advanced Grant des European Research Council.
2001 bis 2003 war er Vorsitzender der Kommission für Rechenanlagen der Deutschen Forschungsgemeinschaft. 2008 bis 2013 war er Herausgeber von Molecular Physics und 1995 bis 2012 war er im Herausgebergremium der Zeitschrift für Physikalische Chemie und er ist im Herausgebergremium von Theoretical Chemistry Accounts (seit 1997) und International Reviews in Physical Chemistry (seit 1995).